# مقدمه‌ای بر آنالیز نوین
مقدمه‌ای بر آنالیز نوین کتابی از وازگن آوانسیان است که در سال ۱۳۴۲ منتشر و برندهٔ جایزه کتاب سال سلطنتی شد.